# Tram van Cottbus
De tram van Cottbus vormt sinds 1903 de ruggengraat van het openbaar vervoer in Cottbus, een stad in de Duitse deelstaat Brandenburg. Het net telt vier lijnen (drie tijdens het weekend) met een totale netlengte van 21,9 km en 49 haltes. Voor de bediening zijn 22 gelede trams van het type Škoda ForCity Plus (driedelige tram met een verlaagd middengedeelte) beschikbaar.

## Geschiedenis
Josew Klopzynsky voerde in 1893 de paardenomnibus in als eerste openbaarvervoermiddel van Cottbus. Deze verbond het station van Cottbus met Sandow. De ritprijs bedroeg toen 30 Pfennig.
Op 14 juni 1898 schreef de stad Cottbus de bouw van een elektriciteitscentrale uit. Gezien het vermogen voor het intussen geplande tramnet te klein was, werd de bouw van de centrale in 1899 opnieuw aanbesteed. Op 2 maart 1900 werd de gunning van de werken aan Siemens & Halske eenparig goedgekeurd. Bovendien besliste men om het bedrijf Dresdner Elektra AG toe te voegen voor de bouw en exploitatie van het tramnet. Kort voor de ondertekening van de overeenkomst, trok Dresdner Elektra AG zich echter terug en omdat zich geen ander bedrijf aanbood, werd Siemens & Halske een kostenraming voor de bouw en exploitatie van het tramnet gevraagd. De prijs voor de elektriciteitscentrale bedroeg circa 1 miljoen Mark en voor tramnet, inclusief sporen, stelplaats en het verwerven van gronden, circa 800.000 Mark. Pas op 6 februari 1901 keurde de commissie het project goed. Het net zou echter door de stad in eigen beheer worden aangelegd middels het aangaan van een lening. De gemeenteraad ging hier een half jaar later mee akkoord.

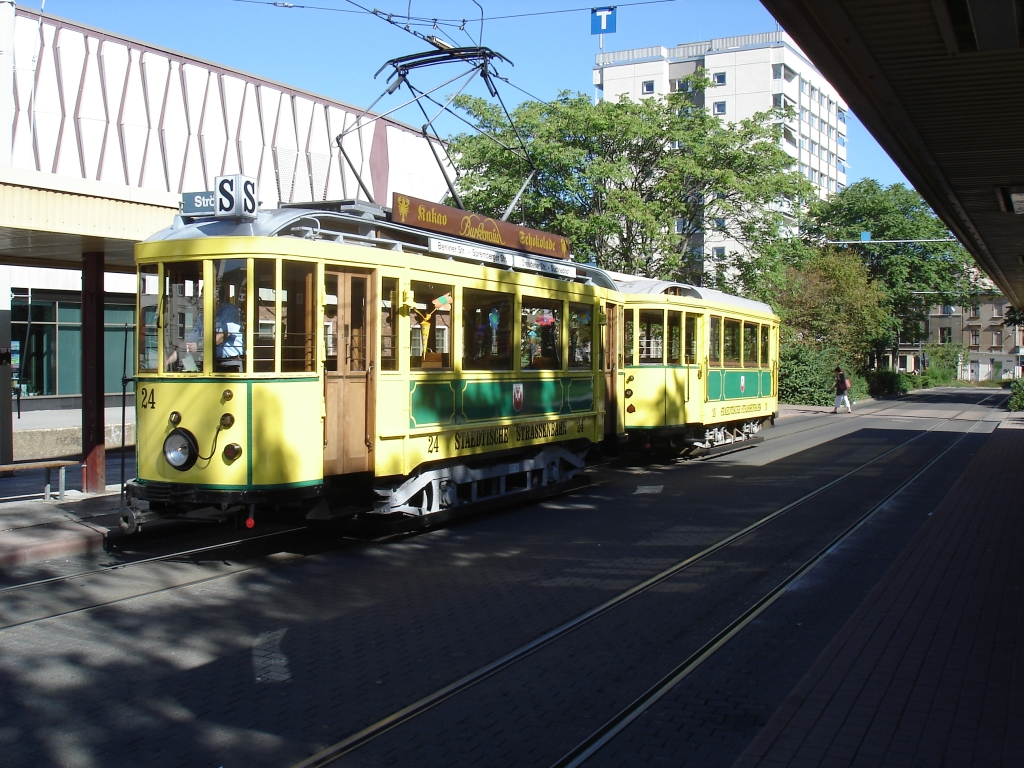
Historisch tramstel van de Cottbuser Straßenbahn

Op 28 juli 1902 begon de sporenaanleg in de Berliner Straße en op 22 september startte in dezelfde straat de bouw van de stelplaats. Op 27 april 1903 begon de elektriciteitscentrale proef te draaien en werd de bovenleiding onder spanning gezet. De rivier Spree dreef twee turbines van elk 200 Pk aan die aan drie generatoren gekoppeld waren. Naast de twee back-upbatterijen waren er nog twee compound-stoommachines, elk met een vermogen van 300 Pk, van de Cottbusser Machinenbauanstalt AG. Elke machine dreef een generator aan met een van 225 kW voor de stedelijke stroomvoorziening en een van 68 kW voor het tramnet. Op 22 juni 1903 begonnen de eerste proefritten op de reeds voltooide baanvakken. Op zaterdag 18 juli 1903 om 08.30 uur volgde de officiële overdacht van de twee kilometer lange eerste lijn van het station (Staatsbahnhof) tot aan de Oberkirche. Om 11.00 uur volgde dan de eigenlijke opening van deze rode lijn. De ritprijs bedroeg bij het begin 10 Pfennig die moest betaald bij het opstappen door het geld in een muntenbak te werpen. Tegen 1903 breidde het net uit tot een lengte van 8,5 km door de opening van de blauwe lijn (Grenze Ströbitz naar Alten Friedhof), gele lijn (Nordfriedhof naar Spreewaldbahnhof) en een verlenging van de rode lijn naar Sandower Apotheke. Na afloop van de contractuele proefperiode nam de stad Cottbus op 14 januari 1904 de elektriciteitscentrale en het tramnet over van Siemens & Halske. Het trambedrijf van Cottbus beschikte op dat ogenblik over 29 motor- en 8 bijwagens. De totale netlengte bedroeg in 1909 12,53 km. In 1913 werden 2,5 miljoen reizigers vervoerd die zorgden voor 250.000 Mark aan vervoerontvangsten. Daarmee konden de kosten evenwel niet gedekt worden.

### Tussen de twee wereldoorlogen
In 1918 telde men 4,65 miljoen reizigers. Gezien er bij drukte aan de muntenbak geen controle meer was over het betalen, werden vanaf 1 januari 1918 vrouwelijke ontvangers ingezet die de ritprijs van 15 Pfennig in ontvangst namen. Als gevolg van de economische crisis en de geldontwaarding steeg de ritprijs op 1 juli 1919 tot 20 Pfennig. De ontvangsters werden vanaf 11 juli 1920 opnieuw vervangen door de muntenbak maar in tegenstelling tot vroeger moest de reiziger geen geld meer inwerpen maar een vooraf aangekochte reisjeton. Tijdens de Eerste Wereldoorlog kende de tram ook in Cottbus problemen en werden lijngedeelten stilgelegd. Op 24 mei 1923 kwam het volledige tramnet tot stilstand. Toen de tram opnieuw in dienst kwam, ging de ritprijs opnieuw omhoog. De reizigers moesten nu opnieuw 15 Pfennig contant in de muntbak werpen. In 1928 vervoerde de tram 4,18 miljoen reizigers. Gezien de exploitatie nog niet winstgevend was,werd de ritprijs op 15 oktober 1928 tot 20 Pfennig verhoogd. Er moest opnieuw betaald worden bij de ontvanger. Vanaf 1927 werd het tramnet aangevuld met een busdienst.
Ook de Tweede Wereldoorlog leidde tot een aantal ongemakken. Zo moesten de verlichte lijnkleuraanduidingen van de trams verduisterd worden. Omdat de lijnen daardoor niet meer te onderscheiden waren, werden lijnnummers ingevoerd. De motorwagens droegen boven de koplampen een metalen bord met het lijnnummer, zodat het nummer in beperkte mate verlicht was. Het aantal reizigers steeg tot 6,8 miljoen in 1942 en 13,3 miljoen in 1944.

### Na de Tweede Wereldoorlog
Na het einde van de Tweede Wereldoorlog werd alle infrastructuur geleidelijk aan opnieuw hersteld. Na 1945 werden talrijke bedrijven in de Sovjet-bezettingszone in Duitsland onteigend, onder gemeentelijk beheer gezet of toegewezen aan een stedelijk bedrijf (Stadtwerke). Op 1 april 1949 werd de KWU (Kommunalen Wirtschafts-Unternehmen Cottbuser Stadtwerke) opgericht, waartoe naast het elektriciteitsbedrijf, inclusief de tram, ook het gas- en waterbedrijf behoorden. Tot in 1968, toen het bedrijf overging naar het VEB Cottbussverkehr, veranderde de naam van het bedrijf meerdere keren.

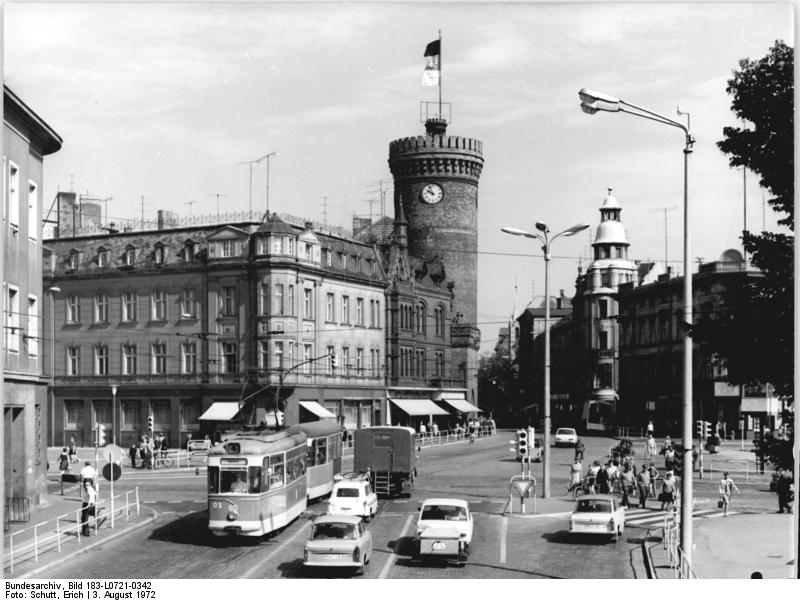
Tram aan de Spremberger Turm (1972)

Tussen 1953 en 1972 werden alle trameindpunten, behalve aan het station, uitgerust met keerlussen. Daardoor konden op de meeste lijnen eenrichtingtrams worden ingezet. Daarnaast werd ook een dispatching opgericht en een nieuw logo ingevoerd. Cottbus was het eerste trambedrijf in de DDR dat uitsluitend tweeassige Gotha-eenheidswagens bezat. Nadat het stadscentrum van Cottbus tussen 1971 en 1974 heringericht werd in socialistische trant met Plattenbau als bouwstijl, werd ook het centrale stadstramtraject verlegd van de Spremberger Straße naar de nieuw aangelegd Stadtpromenade. Op 12 maart 1976 werden de muntbakken vervangen door gaatjesontwaarders. gezien het aantal zwartrijders steeds meer toenam.
In de volgende jaren volgden diverse tramverlengingen: in 1977 naar Sachsendorf, in 1978 naar het station van Cottbus (Hauptbahnhof), in 1980 naar Jessener Straße en in 1984 naar Schmellwitz. De lengte van het tramnet steeg daardoor van 13 km in 1949 tot 21 km in 1983. De eindpunten werden bovendien geleidelijk aan uitgerust met een keerlus:
- 1953 Sportzentrum
- 1965 Ströbitz
- 1966 Thiemstraße
- 1968 Alt-Schmellwitz
- 1970 Madlow
- 1972 Sandow
- 1978 Sachsendorf
- 1980 Jessener Strasse
- 1984 Neu-Schmellwitz

Er volgde de bouw van een nieuwe stadsring en een nieuw stationsgebouw. Lijn 4 naar het oude station werd opgeheven en de sporen in de Bahnhofstraße bleven gedurende twaalf jaar ongebruikt. Op 22 december 1978 verschenen de eerste nieuwe trams van het type KT4D en in Tsjecho-Slowakije gebouwd door ČKD Tatra. Op 4 oktober 1979 verschenen de eerste twaalf nieuwe Tatratrams in dubbeltractie op lijn 3. Gezien de informatie naar de reizigers bij storingen steeds problematischer werd, werden op 1 april 1986 vijftien haltes uitgerust met radiogestuurde informatiezuilen. In 1988 werd voor de eerste keer een publiek evenement georganiseerd voor het jubileum van de tram, al was het voor de 85e verjaardag. Vanaf 2 oktober 1989 werd voor de eerste keer een trein van drie gekoppelde KT4D-trams ingezet op lijn 4. Een dergelijke combinatie met een lengte van 57m kan tot 321 reizigers vervoeren. Deze inzet noodzaakte de verlenging van de perrons tot 60m en de aanpassing van de signalisatie.

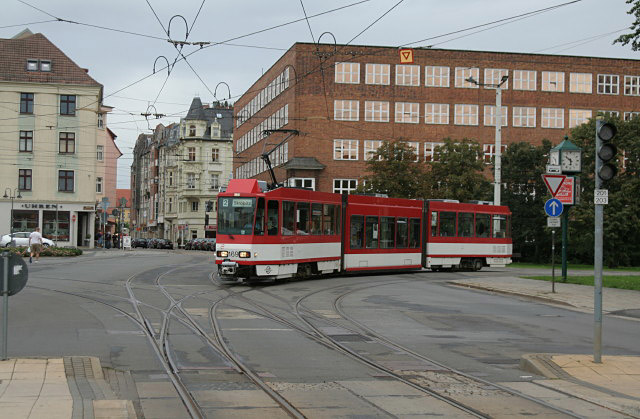
Tram voor het stadhuis bij het aanrijden van de halte Stadthalle

### Na 1989
Na de val van de Berlijnse Muur werd de markt overspoeld door goedkope tweedehandsauto's uit de Bondsrepubliek waardoor de reizigersaantallen van Cottbusverkehr snel daalden. De tarieven waren als gevolg van het 'beleid van de stabiele prijzen' tijdens het DDR-tijdperk nooit herzien. Daardoor dekten de inkomsten in 1991 slechts 41% van de uitgaven. Een wezenlijke prijsverhoging volgde. De ritprijs steeg met meer dan 300% van 15 naar 50 Pfennig. Sinds 23 september 1990 reed de tram opnieuw over de nieuwe spoorwegbrug (Bahnhofsbrücke) en door de Bahnhofsstraße. Naast de modernisering van het wagenpark, werd na de Wende ook werk gemaakt van de modernisering van de infrastructuur en het op dubbelspoor brengen van diverse trajecten. Tot het jaar 2000 kregen volgende trajecten een tweede spoor: Friedrich-Ebert-Straße, Karlstraße tot Nordfriedhof; Altmarkt tot Muskauer Platz, Berliner Straße tot Ströbitz en Dresdener Straße/Madlower Hauptstraße tot Spree-Straße.

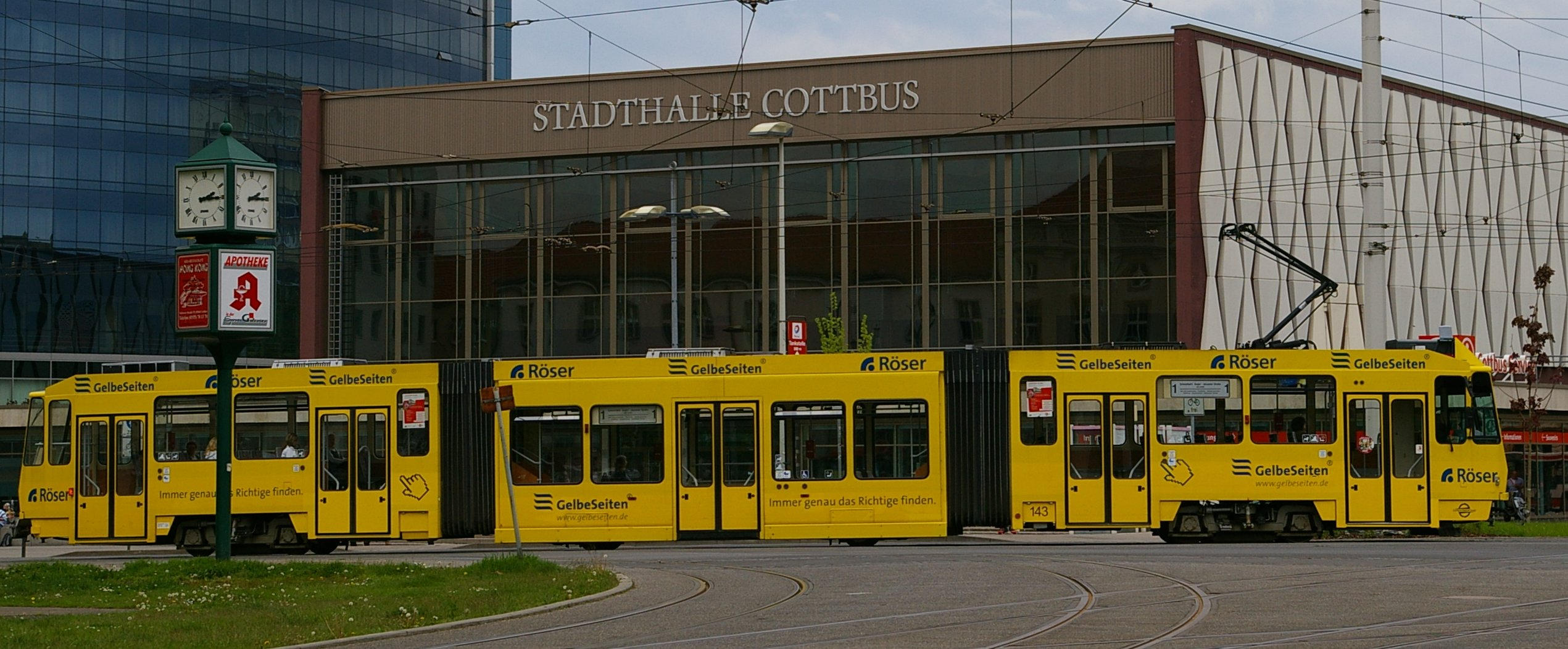
Tatra-KTNF6-tram met een lagevloer-middendeel

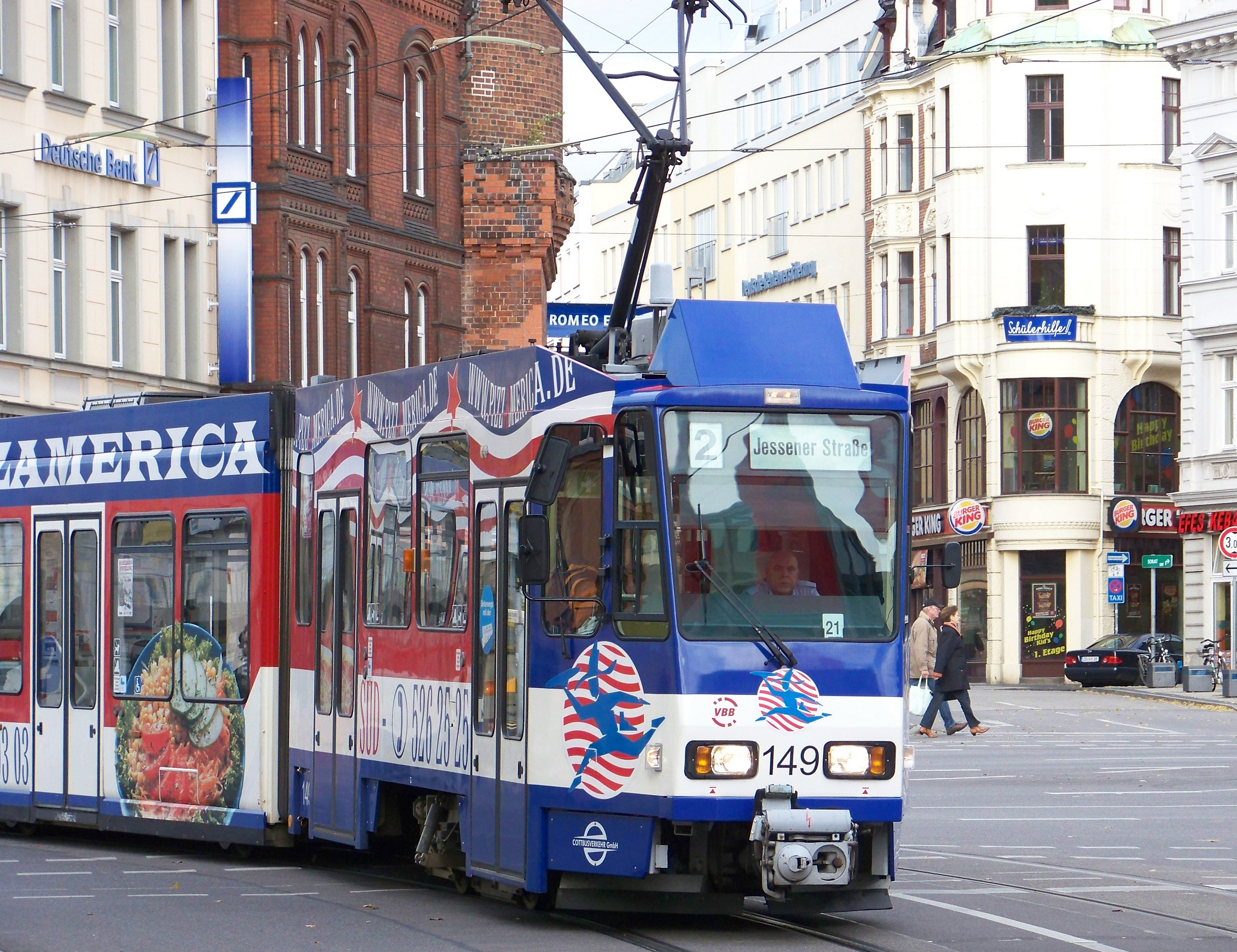
Tram van lijn 2 aan de Spremberger Turm

In 1990 moest Cottbusverkehr nog de tijdens het DDR-tijdperk contractueel vastgelegde trams afnemen, namelijk vijftien KT4D en begin 1991 werden nog zeven KT4D uit Erfurt overgenomen. Daardoor konden de tweeassige Gothatrams uit dienst worden genomen. De Gothatrams reden op 8 maart 1991 voor het laatst in het regulier verkeer en op 24 maart 1991 volgde een afscheidsrit. Het wagenpark telde op dat ogenblik 72 gelede KT4D Tatratrams. Het trambedrijf stond voor de keuze nieuwe lagevloertrams te bestellen of de bestaande te verbouwen. Omdat de financiële middelen zeer beperkt waren, viel de keuze op verbouw. De Mittenwalder Gerätebau GmbH (MGB) stelde voor om in het midden van de gelede trams een verlaagd deel toe te voegen. MGB realiseerde dit plan in samenwerking met Cottbusverkehr, het Zwitserse Schindler Waggon en FIAT-SIG en op 18 mei 1995 bereikte tram nummer 72 Mittenwalde. De verbouwde en met een verlaagd middendeel uitgeruste tram kwam terug als type KTNF6. Sinds 1 april 2004 zet Cottbusverkehr nog uitsluitend trams met een verlaagd middendeel in. Daardoor was Cottbus de eerste Duitse stad waarvan alle ritten werden uitgevoerd met een tram met (gedeeltelijk) lage vloer. Na het voorbeeld van Cottbus verschenen trams met een verlaagd middendeel ook in steden zoals Mülheim, Braunschweig, Basel, Göteborg en Tallinn.
Aangezien de deelstaat Brandenburg geen middelen ter beschikking stelde voor de aankoop van nieuwe trams, begon in 2011 een nieuwe moderniseringsgolf van het wagenpark. Onder de benaming Langläufer werden in totaal vijftien KTNF6-trams vernieuwd opdat ze nog zestien extra jaar dienst kunnen doen. In het raam van een planmatig groot onderhoud, kregen de trams een volledig nieuw interieur waaronder een nieuwe plafondbekleding, nieuwe zitjes, opfrissing en een nieuwe bekleding. Op 25 april 2012 werd tram 135 als eerste nieuwe Langläufer ingezet. Tot begin 2016 volgden met de nummers 140, 143, 138, 149 en 169 (volgorde van de verbouw) vijf extra trams zodat er in februari 2016 al zes trams grondig waren gerenoveerd. De modernisering kostte 25.000 euro bovenop de normale kosten van het groot onderhoud.
Op 26 september 2012 besliste de gemeenteraad over het nieuwe openbaarvervoerconcept (ÖPNV-Konzept). Deze hield in dat het traject Schmellwitz-Anger – Bonnaskenplatz in de herfst zou worden opgeheven. Aanleiding was de hierdoor verhoopte besparing van 370.000 euro per jaar. Dit plan werd echter in 2015 opnieuw verworpen (zie ook Discussie over het voortbestaan van de tram).
Bovendien zou het stationsplein in 2016 worden verbouwd tot een verkeersknooppunt voor tram, stads- en streekbus. In oktober 2019 is het nieuwe stationsplein geopend, tegelijkertijd werd het routenetwerk veranderd. De lijn 1 eindigt aan het Hauptbahnhof en de lijn 2 rijdt naar Jessener Straße in plaats van Sachsendorf.

## Materieel
| Voertuigtype           | 1904 | 1910 | 1928 | 1950 | 1960 | 1970 | 1981 | 1992 | 2001 | 2007 | 2010 | 2011 |
| ---------------------- | ---- | ---- | ---- | ---- | ---- | ---- | ---- | ---- | ---- | ---- | ---- | ---- |
| Tweeassige motorwagens | 18   | 22   | 28   | 28   | 32   | 32   | 29   | 2*   | 3*   | 3*   | 3*   | 3*   |
| Tweeassige bijwagens   | 6    | 8    | 8    | 14   | 15   | 27   | 38   | 1*   | 1*   | 1*   | 1*   | 1*   |
| Gelede trams           | –    | –    | –    | –    | –    | –    | 22   | 71   | 36   | 26   | 24   | 21   |

* historische trams, niet in reguliere dagelijkse inzet
Bij Škoda zijn in 2021 en 2022 in totaal 22 nieuwe zes-assige trams besteld.

## Stelplaatsen

### Voormalige stelplaatsen

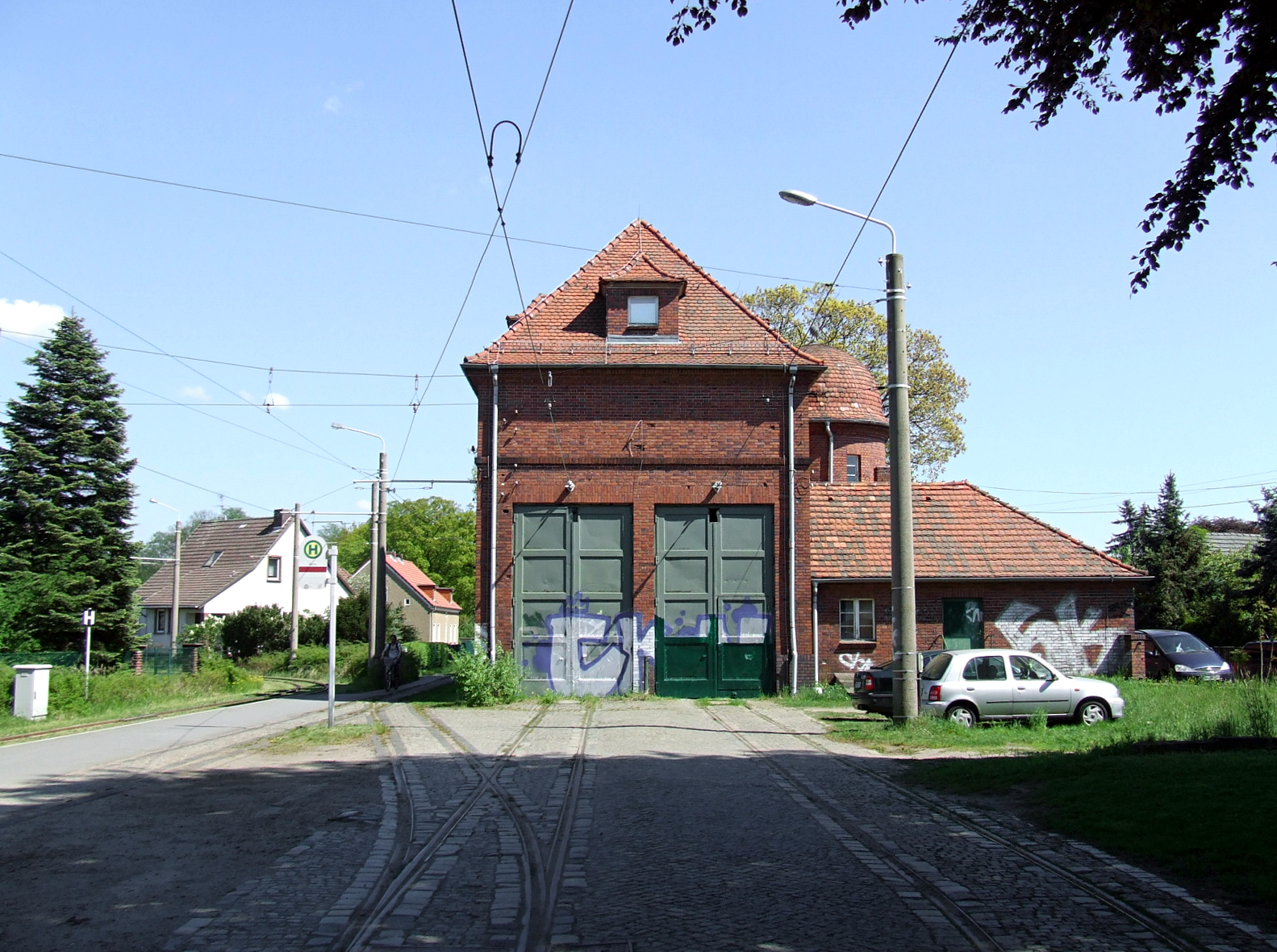
Voormalige stelplaats Madlow

Stelplaats Berliner Strasse (1903-2001)
Stelplaats voor tram en vanaf 1939 met buswerkplaats. In 1944/45 werd deze aangevuld met een lakkerij en een werkplaats voor mechaniek. Verder bevond er zich een wasinstallatie onder de open hemel die later evenwel overdekt werd. Sinds 1982 was de stelplaats nog enkel in dienst voor trams en in 2003 werd de site verkocht.
Tramstelplaats Madlow (1927-1998)
Een kleine stelplaats voor vier kleine voertuigen, vandaar dat deze van 1971 tot 1981 gebruikt werd als buscarrosseriewerkplaats. Daarna werd de stelplaats gebruikt voor het stallen van de bovenleidingsinspectierijtuigen en voor de historische voertuigen. In 1998 werd het gebouw verkocht.

### Huidige stelplaats
Sinds 26 november 1999 – stelplaats Schmellwitz
- 1993: aankoop terrein in Schmellwitz
- oktober 1995: ontsluiting van het terrein
- 20 augustus 1996: eerstesteenlegging van de eerste hoogbouw
- Na anderhalf jaar waren de tramremise, de wasinstallatie, enkele opstelsporen, het tractiestation alsook de spoorverbinding naar de eindhalte Neu-Schmellwitz voltooid.
- 26 februari 1998: feestelijke opening van de eerste bouwfase.
- 30 oktober 1998: pannenbier voor de tram- en buswerkplaats; ook de opstelruimte voor de bussen, de tankinstallatie en het grootste deel van de openluchtinfrastructuur is gereed.
- Sinds 20 november 1999 worden de bussen van hieruit ingezet.
- 26 november 1999: officiële ingebruikname van de stelplaats.
- 26 januari 2001: overdracht van de dienstgebouwen en dispatching.

Gegevens van de stelplaats Schmellwitz:
- Totale oppervlakte: 79.420 m²
- 6.115 m spoor waarvan 2.200 m voor de toegangsroute
- 3.470 m afstel- en bedrijfssporen
- 33 wissels

## Lijnen

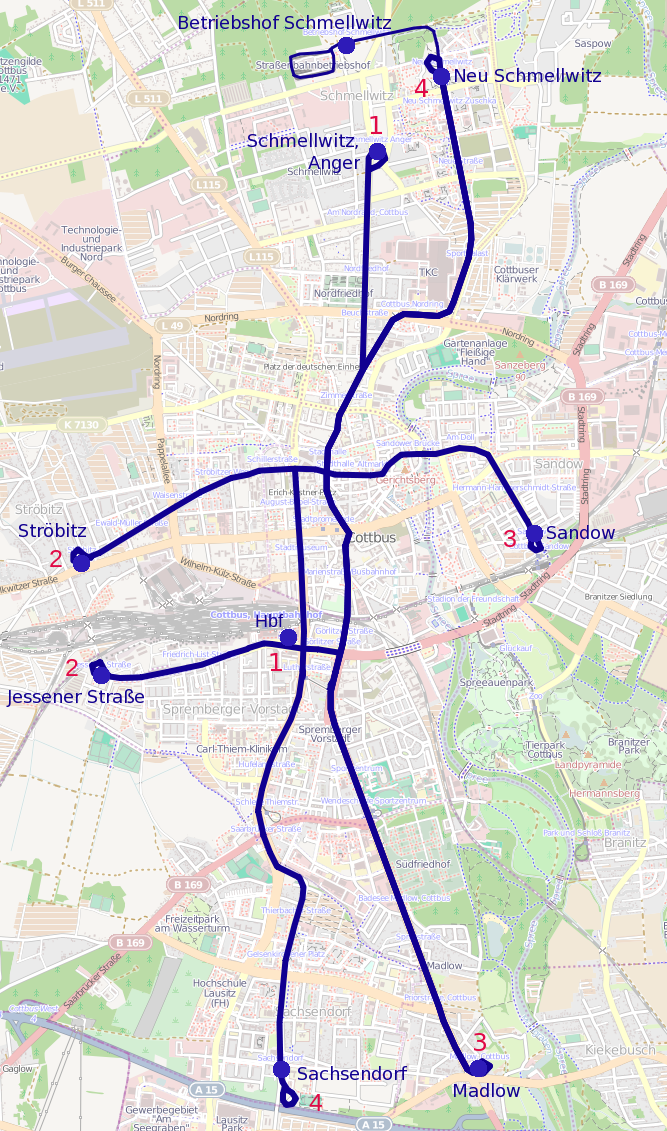
Netwerkkaart (stand 2019)
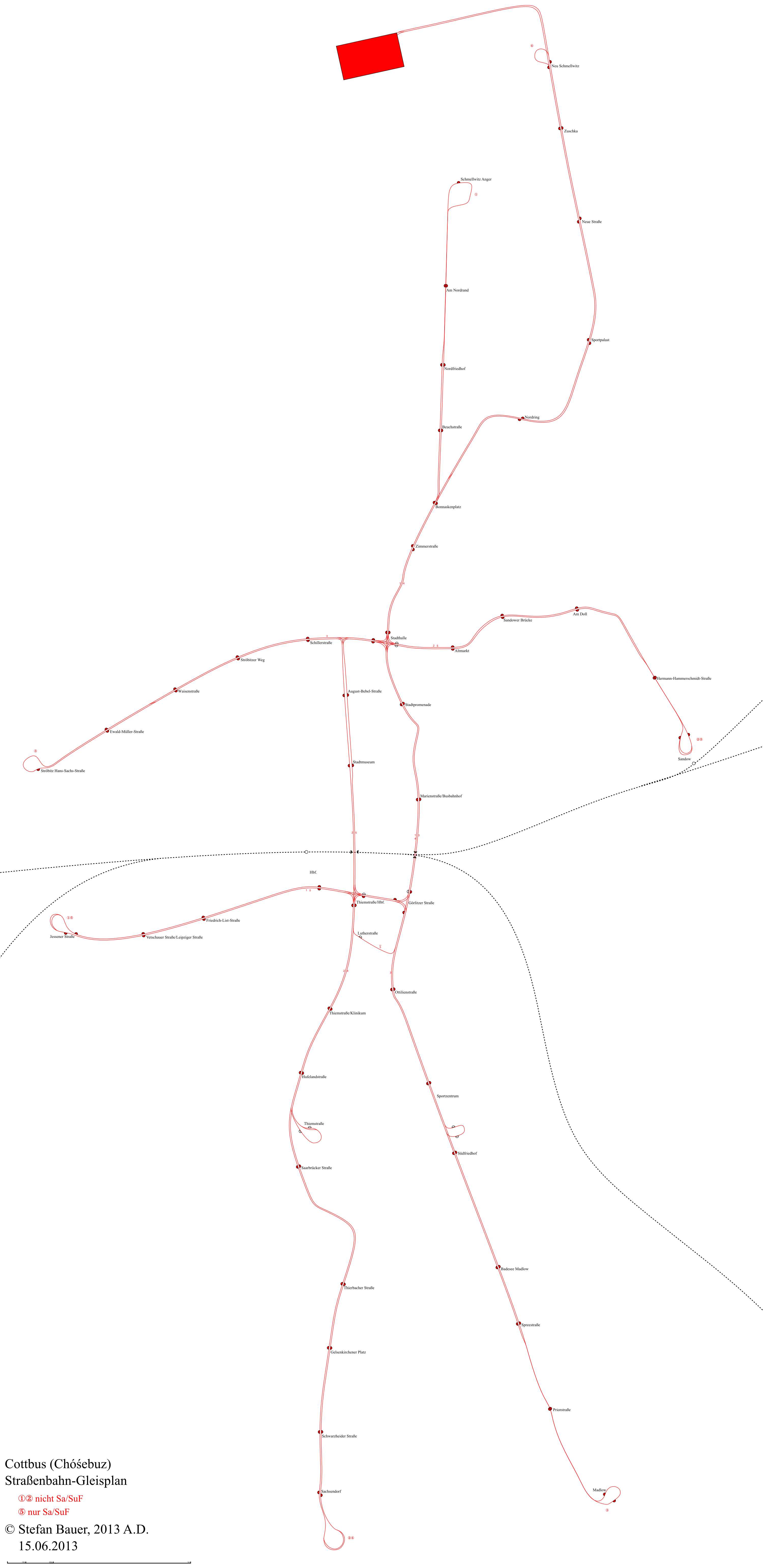
Sporenplan (stand 2013)

| Lijn | Traject | Rijtijd | Haltes | Frequentie maandag – vrijdag | Frequentie zaterdag | Frequentie zondag |
| ---- | --- | ------- | ------ | ---------------------------- | ------------------- | ----------------- |
| 1    | Schmellwitz / Chmjelow, Anger / Najs – Nordfriedhof / Połnocny kjarchob – Bonnaskenplatz / Bonarske naměsto – Stadthalle / Měsćańska hala – Stadtpromenade / Měsćańska promenada – Görlitzer Straße/Zgórjelska droga – Hauptbahnhof / Głowne dwórnišćo | 20 min  | 14     | 20 min                       | –                   | –                 |
| 2    | Sandow / Žandow – Am Doll / Pśi dole – Altmarkt / Stare wiki – Stadthalle / Měsćańska hala – Stadtmuseum / Měsćański muzej – Hauptbahnhof / Głowne dwórnišćo – Jessener Straße / Jaseńska droga | 23 min  | 16     | 15 min                       | 30 min              | 30 min            |
| 3    | Ströbitz / Strobice, Hans-Sachs-Str. / H. Sachsowa droga – Stadthalle / Mešćańska hala – Marienstr./Busbahnhof / Marijina droga/Busowe dwórnišćo – Görlitzer Straße/Zgórjelska droga – Sportzentrum / Sportowy centrum – Badesee Madlow / Módłański jazor – Madlow / Módłej | 23 min  | 16     | 15 min                       | 30 min              | 30 min            |
| 4    | (Betriebshof Schmellwitz / Depot Chmjelow –) Neu Schmellwitz / Nowy Chmjelow – Zuschka / Cužka – Sportpalast / Sportowy palast – Bonnaskenplatz / Bonarske naměsto – Stadthalle / Mešćańska hala – Stadtpromenade / Měsćańska promenada – Görlitzer Straße/Zgórjelska droga – Hauptbahnhof / Głowne dwórnišćo – Gelsenkirchener Platz / Gelsenkirchenska naměsto – Sachsendorf / Knorawa | 24 min  | 20     | 10 min                       | 15 min              | 30 min            |

Het folgende routenetwerk was geldig tot oktober 2019:
| Lijn | Traject | Rijtijd   | Haltes | Frequentie maandag – vrijdag | Frequentie zaterdag | Frequentie zondag |
| ---- | --- | --------- | ------ | ---------------------------- | ------------------- | ----------------- |
| 1    | Schmellwitz / Chmjelow, Anger / Najsy – Nordfriedhof / Połnocny kjarchob – Bonnaskenplatz / Bonarske naměsto – Stadthalle / Mešćańska hala – Marienstr./Busbahnhof / Marijina droga/Busowe dwórnišćo – Görlitzer Straße/Zgórjelska droga – Hauptbahnhof / Głowne dwórnišćo – Jessener Straße / Jaseńska droga                                     | 20 min    | 14     | 20 min                       | –                   | –                 |
| 2    | Sandow / Žandow – Am Doll / Pśi dole – Altmarkt / Stare wiki – Stadthalle / Mešćańska hala – Stadtmuseum / Mešćański muzeum – Thiemstr./Hbf / Thiemowa droga/GŁD – Gelsenkirchener Platz / Gelsenkirchenska naměsto – Sachsendorf / Knorawa | 23 min    | 16     | 15 min                       | –                   | –                 |
| 3    | Ströbitz / Strobice, Hans-Sachs-Str. / H. Sachsowa droga – Stadthalle / Mešćańska hala – Marienstr./Busbahnhof / Marijina droga/Busowe dwórnišćo – Görlitzer Straße/Zgórjelska droga – Sportzentrum / Sportowy centrum – Badesee Madlow / Módłański jazor – Madlow / Módłej                                                                       | 23 min    | 16     | 15 min                       | 30 min              | 30 min            |
| 4    | (Betriebshof Schmellwitz / Depot Chmjelow –) Neu Schmellwitz / Nowy Chmjelow – Zuschka / Cužka – Sportpalast / Sportowy palast – Bonnaskenplatz / Bonarske naměsto – Stadthalle / Mešćańska hala – Stadtmuseum / Mešćański muzeum – Thiemstr./Hbf / Thiemowa droga/GŁD – Gelsenkirchener Platz / Gelsenkirchenska naměsto – Sachsendorf / Knorawa | 24 min    | 20     | 15 min                       | 15 min              | 30 min            |
| 5    | Sandow / Žandow – Am Doll / Pśi dole – Altmarkt / Stare wiki – Stadthalle / Mešćańska hala – Stadtmuseum / Mešćański muzeum – Görlitzer Straße/Zgórjelska droga – Hauptbahnhof / Głowne dwórnišćo – Jessener Straße / Jaseńska droga | 22–23 min | 15     | –                            | 30 min              | 30 min            |

## Discussie over het voortbestaan van de tram (2009)
In februari 2009 werd een advies gepubliceerd dat zich uitsprak voor de afschaffing van de tram. De reden hiervoor was dat een buslijnennet makkelijker aanpasbaar was. Cottbus had in de voorbije 20 jaar een vierde van zijn inwoners verloren wat zich tevens vertaalde in de terugloop van het aantal reizigers. Bovendien bedienden enkele lijnen tegenwoordig minder dicht bevolkte wijken en waren in de komende jaren belangrijke investeringen nodig voor de vernieuwing van het rollend materieel.
Het advies leidde tot heftige discussies gezien de meerderheid van de bevolking voorstander was van het behoud van de tram. Naast petities kwam het tot talrijke beschouwingen om de tram van Cottbus aantrekkelijker te maken. Gezien bij de opheffing van de tram grote investeringen nodig zouden zijn voor de uitbreiding van de busvloot en de aanpassing van de straten en wegen voor het busverkeer, werd het effectief besparingspotentieel betwijfeld. Bovendien zou een toename van het busverkeer leiden tot een verhoogde uitstoot van fijnstof wat op zijn beurt tot Europese boetes aanleiding zou kunnen geven.
Op 31 maart 2009 werd bekend dat de opheffingsplannen van de tram van tafel waren. In de plaats daarvan werd nu intensief gedacht om het aanbod te optimaliseren (onder meer door de afschaffing van lijn 1 en de tak naar Jessener Straße van lijn 2), de aantrekkelijkheid te verhogen en daardoor dus meer reizigers naar het openbaar vervoer te bewegen. Na een nieuwe, in augustus 2010 gepubliceerde en in opdracht van de stad uitgevoerde studie, werd een uitbreiding van het tramnet richting Lausitz-Park en Klinikum als rendabel bestempeld. Vanaf december 2015 zou het lijnennet, volgens de plannen van 2009, als volgt veranderen: lijnen 2 en 3 bleven ongewijzigd, lijn 1 zou de verbinding tussen Neu-Schmellwitz en Jessener Straße verzorgen en lijn 4 zou in de spitsuren een versterkingslijn zijn tussen het stadhuis (Stadthalle) en Sachsendorf.
De opheffingsplannen voor lijn 1 tussen Bonnaskenplatz en Schmellwitz zijn momenteel echter niet langer aan de orde.